# Лютер фон Брауншвейг

Герб великого магістра Лютера фон Брауншвейга

Лютер фон Брауншвейг (нім. Luther von Braunschweig) — 18-й великий магістр Тевтонського ордена з 1331 по 1335 рік.

## Біографія
Народився близько 1275 року в сім'ї герцога Брауншвейг-Люнебурга Альберта I Великого. Оскільки Лютер був молодшим сином в сім'ї і не міг претендувати на спадщину, то в 1300 році вступив до Тевтонського ордену.
З 1308 року — комтур Голлуба.
Активно займався заселенням пустинних земель своєї округи, розвитком міст. У 1319 році ним було засноване місто Остероде, у 1326 — Гільгенбург.
У 1331 році, після вбивства Вернера фон Орзельна обраний Великим магістром ордену.
Продовжив війну з Польським королівством. 27 вересня 1331 року відбулась битва під Пловцями. Хоча в битві не був виявлений переможець, орден здобув вирішальну перевагу та захопив Куявію. Того ж року було укладене перемир'я.
Лютер фон Брауншвейг був одним із найосвіченіших правителів ордену, займався літературною творчістю, писав вірші. На його замовлення священик Ніколаус фон Єрошин близько 1333 року переклав німецькою мовою «Хроніку землі прусської» Петра з Дусбурга. Видав «Статути» для підвищення релігійності лицарів ордену.
За його наказом була перебудована резиденція великих магістрів ордену — замок Марієнбург, побудований Кафедральний собор Кенігсберга. Також була перебудована каплиця Св. Анни в Марієнбургу, яка стала усипальницею великих магістрів.
Помер Лютер фон Брауншвейг 18 квітня 1335 року у Штумі. Похований в кафедральному соборі Кенігсберга.

## Галерея

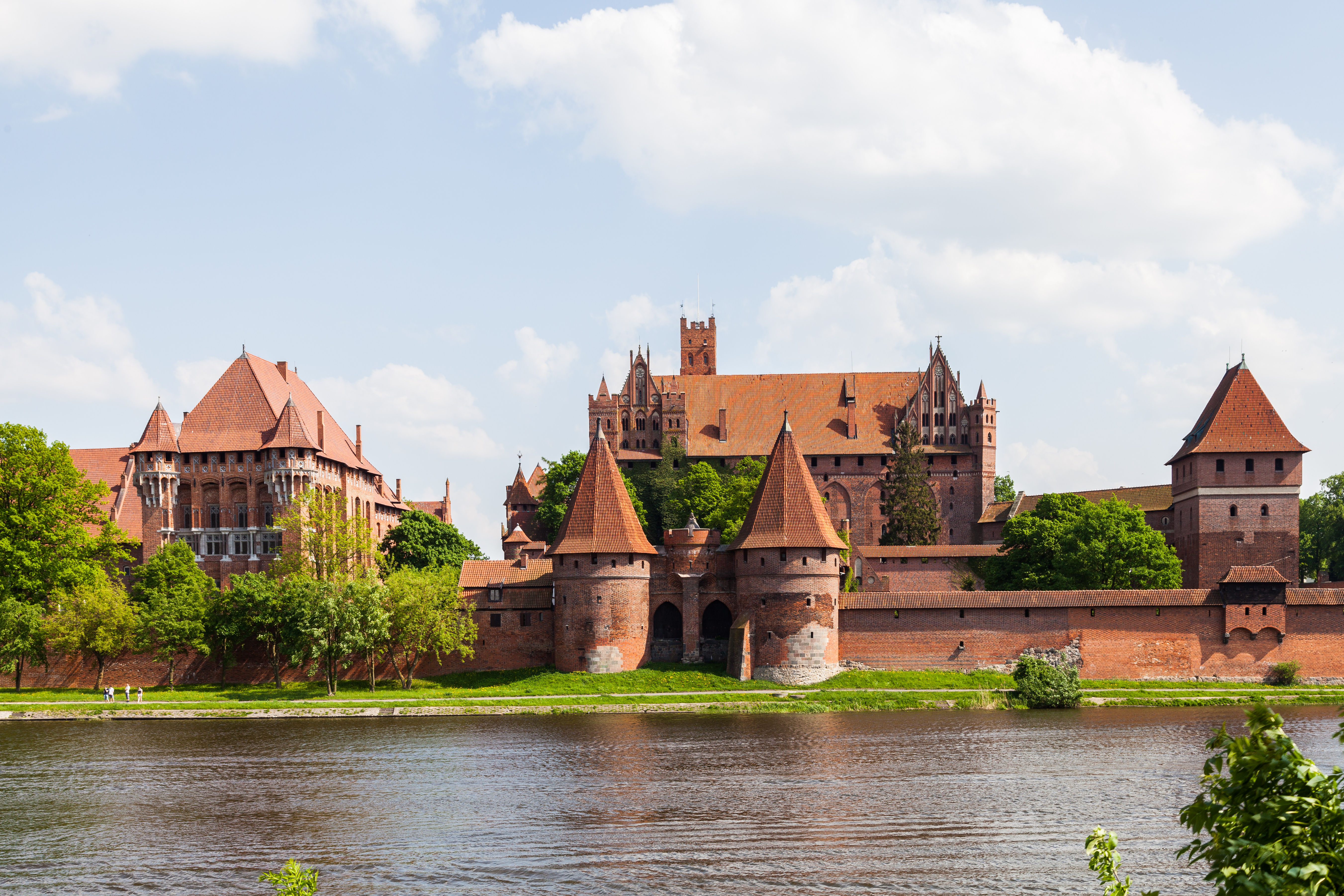
Замок Марієнбург, 1999
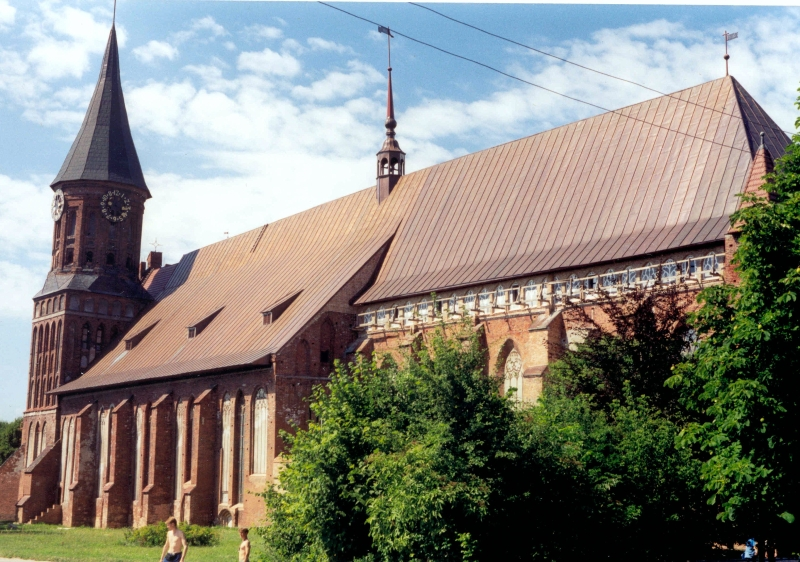
Кафедральний собор Кенігсберга, 1999